# Шпенглеров куп 2015.
Шпенглеров куп 2015. представља 89. по реду издање традиционалног предновогодишњег турнира у хокеју на леду који се сваке године одржава у периоду између 26. и 31. децембра у швајцарском зимовалишту Давосу. Домаћин турнира је ХК Давос, а све утакмице се играју у Вајлант арени.
Учествује укупно 6 екипа подељених у две групе са по 3 тима. Групе носе имена легендарних швајцарских хокејаша Бибија Торијанија и браће Ханса и Фердинанда Катинија. Титулу победника из 2014. године није бранила швајцарска екипа ХК Женева-Сервет.
Нови победник Шпенглеровог купа је екипа Тим Канада,која је у финалном сусрету савладала швајцарски Лугано резултатом 3:0. То је укупно тринаеста титула за Канађане на турнирима Шпенглеровог купа.

## Учесници
На турниру учествује следећих 6 екипа (домаћин задржава право избора учесника турнира):
- ХК Давос (домаћин)
- ХК Лугано
- Тим Канада (чине га канадски играчи који играју у Европи)
- ХК Автомобилист Јекатеринбург
- ХК Адлер Манхајм
- ХК Јокерит Хелсинки

### Судије
Утакмице Шпенглеровог купа 2015. судиле су следеће судије:
| Главни судија    | Линијски судија |
| ---------------- | --------------- |
| Мико Каукокари   | Михаел Черинг   |
| Маркус Винерборг | Николас Флури   |
| Грег Кимерли     | Петер Кинг      |
| Данијел Стрикер  | Балаж Ковач     |
| Тобијас Верли    | Седрик Борга    |

## Групна фаза
Легенда
- П (победа у регуларном времену) – 3 поена
- ПП (победа након продужетака или пенала) – 2 поена
- ИП (пораз након продужетака или пенала) – 1 поен
- И (пораз у регуларном времену) – 0 поена

|  | Директан пласман у полуфинале |
|  | Пласман у четвртфинале        |

### Група Торијани
| 26. децембар 2015. 15:00 | ХК Лугано | 6 : 3 0:2, 3:1, 3:0 | ХК Адлер Манхајм | Вајлант арена, Давос Посетилаца: 6.300 |

| Извор | Извор                               | Извор                                                              | Извор        | Извор                                                                        |
| --- | ----------------------------------- | ------------------------------------------------------------------ | ------------ | ---------------------------------------------------------------------------- |
| | Елвис Мерзљикинс                    | Голмани                                                            | Денис Ендрас | Судије Мико Каукокари Тобијас Верли Линијске судије Седрик Борга Балаж Ковач |
| Фредрик Петерсон – 32:04 Дамијен Брунер – 35:05 Фредрик Петерсон – 38:35 Линус Класен – 44:59 Линус Класен – 45:42 Алесио Бертађа – 59:08 | 0:1 0:2 0:3 1:3 2:3 3:3 4:3 5:3 6:3 | 04:28 – Брент Редеке 13:51 – Рајан Макмарши 27:09 – Рајан Макмарши |              | Судије Мико Каукокари Тобијас Верли Линијске судије Седрик Борга Балаж Ковач |
| 4 мин | Искључења                           | 4 мин                                                              |              | Судије Мико Каукокари Тобијас Верли Линијске судије Седрик Борга Балаж Ковач |
| 39 | Шутеви на гол                       | 23                                                                 |              | Судије Мико Каукокари Тобијас Верли Линијске судије Седрик Борга Балаж Ковач |

| 27. децембар 2014. 15:00 | ХК Јокерит | 3 : 5 2:2, 1:2, 0:1 | ХК Адлер Манхајм | Вајлант арена, Давос Посетилаца: 6.300 |

| Извор                                                          | Извор                           | Извор | Извор        | Извор                                                                          |
| -------------------------------------------------------------- | ------------------------------- | --- | ------------ | ------------------------------------------------------------------------------ |
|                                                                | Рику Хеленијус                  | Голмани | Денис Ендрас | Судије Мико Каукокари маркус Винерборг Линијске судије Седрик Борга Петер Кинг |
| Петер Регин – 11:46 Јере Салинен – 12:13 Никлас Хагман – 24:22 | 1:0 2:0 2:1 2:2 2:3 3:3 3:4 3:5 | 14:10 – Глен Метрополит 18:07 – Матје Карл 22:06 – Рајан Макмарши 39:46 – Рајан Макмарши 59:24 – Кај Хоспелт |              | Судије Мико Каукокари маркус Винерборг Линијске судије Седрик Борга Петер Кинг |
| 6 мин                                                          | Искључења                       | 8 мин |              | Судије Мико Каукокари маркус Винерборг Линијске судије Седрик Борга Петер Кинг |
| 29                                                             | Шутеви на гол                   | 31 |              | Судије Мико Каукокари маркус Винерборг Линијске судије Седрик Борга Петер Кинг |

| 28. децембар 2015. 15:00 | ХК Лугано | 4 : 6 0:1, 4:2, 0:3 | ХК Јокерит | Вајлант арена, Давос Посетилаца: 6.300 |

| Извор                                                                               | Извор                                   | Извор | Извор          | Извор                                                                            |
| ----------------------------------------------------------------------------------- | --------------------------------------- | --- | -------------- | -------------------------------------------------------------------------------- |
|                                                                                     | Марк Овуја Елвис Мерзљикинс             | Голмани | Хенрик Карлсон | Судије Мико Каукокари Данијел Стрикер Линијске судије Седрик Борга Николас Флури |
| Рајан Глен – 21:00 Лоренц Кинцл – 22:09 Дамијен Брунер – 36:50 Линус Класен – 37:29 | 0:1 1:1 2:1 2:2 2:3 3:3 4:3 4:4 4:5 4:6 | 17:15 – Брандон Козун 23:59 – Тим Кенеди 31:42 – Ропе Талаја 40:27 – Филип Ларсен 45:20 – Артурс Кулда 53:20 – Виле Лајунен |                | Судије Мико Каукокари Данијел Стрикер Линијске судије Седрик Борга Николас Флури |
| 6 мин                                                                               | Искључења                               | 6 мин |                | Судије Мико Каукокари Данијел Стрикер Линијске судије Седрик Борга Николас Флури |
| 25                                                                                  | Шутеви на гол                           | 37 |                | Судије Мико Каукокари Данијел Стрикер Линијске судије Седрик Борга Николас Флури |

| Екипа            | Ут. | П | ПП | ИП | И | Г+ | Г- | Бод |
| ---------------- | --- | - | -- | -- | - | -- | -- | --- |
| ХК Лугано        | 2   | 1 | 0  | 0  | 1 | 10 | 9  | 3   |
| ХК Јокерит       | 2   | 1 | 0  | 0  | 1 | 9  | 9  | 3   |
| ХК Адлер Манхајм | 2   | 1 | 0  | 0  | 1 | 8  | 9  | 3   |

### Група Катини
| 26. децембар 2015. 20:15 | ХК Автомобилист | 1 : 2 0:1, 1:1, 0:0 | Тим Канада | Вајлант арена, Давос Посетилаца: 6.300 |

| Извор                       | Извор         | Извор                                     | Извор         | Извор                                                                            |
| --------------------------- | ------------- | ----------------------------------------- | ------------- | -------------------------------------------------------------------------------- |
|                             | Игор Устински | Голмани                                   | Дру Макинтајр | Судије Данијел Стрикер Маркус Винерборг Линијске судије Петер Кинг Михаел Черинг |
| Александар Торчењук – 28:57 | 0:1 1:1 1:2   | 19:59 – Тревор Керик 33:13 – Кори Конакер |               | Судије Данијел Стрикер Маркус Винерборг Линијске судије Петер Кинг Михаел Черинг |
| 14 мин                      | Искључења     | 4 мин                                     |               | Судије Данијел Стрикер Маркус Винерборг Линијске судије Петер Кинг Михаел Черинг |
| 23                          | Шутеви на гол | 27                                        |               | Судије Данијел Стрикер Маркус Винерборг Линијске судије Петер Кинг Михаел Черинг |

| 27. децембар 2014. 20:15 | ХК Давос | 1 : 5 0:1, 1:3, 0:1 | ХК Автомобилист | Вајлант арена, Давос Посетилаца: 6.300 |

| Извор                  | Извор                   | Извор | Извор        | Извор                                                                         |
| ---------------------- | ----------------------- | --- | ------------ | ----------------------------------------------------------------------------- |
|                        | Леонардо Џенони         | Голмани | Јакуб Коварж | Судије Грег Кимерли Тобијас Верли Линијске судије Николас Флури Михаел Черинг |
| Девин Сетогучи – 30:33 | 0:1 0:2 1:2 1:3 1:4 1:5 | 19:13 – Алексеј Михнов 29:02 – Анатолиј Голишев 33:46 – Сергеј Јемелин 38:16 – Андреј Алексејев 51:36 – Алексеј Михнов |              | Судије Грег Кимерли Тобијас Верли Линијске судије Николас Флури Михаел Черинг |
| 6 мин                  | Искључења               | 6 мин |              | Судије Грег Кимерли Тобијас Верли Линијске судије Николас Флури Михаел Черинг |
| 24                     | Шутеви на гол           | 31 |              | Судије Грег Кимерли Тобијас Верли Линијске судије Николас Флури Михаел Черинг |

| 28. децембар 2015. 20:15 | Тим Канада | 2 : 0 0:0, 2:0, 0:0 | ХК Давос | Вајлант арена, Давос Посетилаца: 6.300 |

| Извор                                           | Извор         | Извор   | Извор           | Извор                                                                         |
| ----------------------------------------------- | ------------- | ------- | --------------- | ----------------------------------------------------------------------------- |
|                                                 | Џеф Глас      | Голмани | Леонардо Џенони | Судије Грег Кимерли Маркус Винерборг Линијске судије Балаж Ковач Михаел Чринг |
| Александар Жиру – 25:35 Крис ДиДоменико – 21:37 | 1:0 2:0       |         |                 | Судије Грег Кимерли Маркус Винерборг Линијске судије Балаж Ковач Михаел Чринг |
| 6 мин                                           | Искључења     | 4 мин   |                 | Судије Грег Кимерли Маркус Винерборг Линијске судије Балаж Ковач Михаел Чринг |
| 42                                              | Шутеви на гол | 21      |                 | Судије Грег Кимерли Маркус Винерборг Линијске судије Балаж Ковач Михаел Чринг |

| Екипа           | Ут. | П | ПП | ИП | И | Г+ | Г- | Бод |
| --------------- | --- | - | -- | -- | - | -- | -- | --- |
| Тим Канада      | 2   | 2 | 0  | 0  | 0 | 4  | 1  | 6   |
| ХК Автомобилист | 2   | 1 | 0  | 0  | 1 | 6  | 3  | 3   |
| ХК Давос        | 2   | 0 | 0  | 0  | 2 | 1  | 7  | 0   |

## Четвртфинала
| 29. децембар 2015. 15:00 | ХК Јокерит | 4 : 5 (про) 1:1, 3:1, 0:2, 0:1 | ХК Давос | Вајлант арена, Давос Посетилаца: 6.300 |

| Извор                                                                              | Извор                               | Извор | Извор   | Извор                                                                     |
| ---------------------------------------------------------------------------------- | ----------------------------------- | --- | ------- | ------------------------------------------------------------------------- |
|                                                                                    | Рику Хеленијус                      | Голмани | Жил Сен | Судије Мико Каукокари Грег Кимерли Линијске судије Балаж Ковач Петер Кинг |
| Дајне Тод – 12:13 Јухамати Алтонен – 31:33 Ропе Талаја – 36:17 Петер Регин – 38:50 | 0:1 1:1 1:2 2:2 3:2 4:2 4:3 4:4 4:5 | 02:20 – Жером Портман 30:23 – Виле Коистинен 50:46 – Мауро Јерг 55:54 – Самуел Валзер 63:40 – Грегори Скјарони |         | Судије Мико Каукокари Грег Кимерли Линијске судије Балаж Ковач Петер Кинг |
| 20 мин                                                                             | Искључења                           | 20 мин |         | Судије Мико Каукокари Грег Кимерли Линијске судије Балаж Ковач Петер Кинг |
| 33                                                                                 | Шутеви на гол                       | 28 |         | Судије Мико Каукокари Грег Кимерли Линијске судије Балаж Ковач Петер Кинг |

| 29. децембар 2015. 21:15 | ХК Автомобилист | 3 : 1 3:0, 0:0, 0:1 | ХК Адлер Манхајм | Вајлант арена, Давос Посетилаца: 6.300 |

| Извор                                                                   | Извор           | Извор                | Извор        | Извор                                                                           |
| ----------------------------------------------------------------------- | --------------- | -------------------- | ------------ | ------------------------------------------------------------------------------- |
|                                                                         | Игор Устински   | Голмани              | Денис Ендрас | Судије Данијел Стрикер Тобијас Верли Линијске судије Николас Флури Седрик Борга |
| Томи Кивисте – 07:25 Александар Торчењук – 10:43 Сергеј Јемелин – 16:44 | 1:0 2:0 3:0 3:1 | 50:32 – Бренд Радеке |              | Судије Данијел Стрикер Тобијас Верли Линијске судије Николас Флури Седрик Борга |
| 4 мин                                                                   | Искључења       | 10 мин               |              | Судије Данијел Стрикер Тобијас Верли Линијске судије Николас Флури Седрик Борга |
| 28                                                                      | Шутеви на гол   | 25                   |              | Судије Данијел Стрикер Тобијас Верли Линијске судије Николас Флури Седрик Борга |

## Полуфинала
| 30. децембар 2015. 15:00 | Тим Канада | 6 : 5 1:3, 3:1, 2:1 | ХК Давос | Вајлант арена, Давос Посетилаца: 6.300 |

| мртва веза] Извор | мртва веза] Извор                           | мртва веза] Извор | мртва веза] Извор | мртва веза] Извор                                                          |
| --- | ------------------------------------------- | --- | ----------------- | -------------------------------------------------------------------------- |
| | Џеф Глас Мет Клајми                         | Голмани | Леонардо Џенони   | Судије Грег Кимерли Данијел Стрикер Линијске судије Балаж Ковач Петер Кинг |
| Том Пјат – 09:25 Крис ДиДоменико –27:05 Мет Елисон – 29:33 Мет Елисон – 38:37 Александар Жиру – 55:26 Кори Конакер – 56:31 | 0:1 0:2 1:2 1:3 1:4 2:4 3:4 4:4 4:5 5:5 6:5 | 06:16 – Грегори Скјарони 06:39 – Свен Рајзер 18:52 – Александар Пикард 26:43 – Фелисијен Ду Боа 47:33 – Перту Линдгрен |                   | Судије Грег Кимерли Данијел Стрикер Линијске судије Балаж Ковач Петер Кинг |
| 6 мин | Искључења                                   | 14 мин |                   | Судије Грег Кимерли Данијел Стрикер Линијске судије Балаж Ковач Петер Кинг |
| 45 | Шутеви на гол                               | 28 |                   | Судије Грег Кимерли Данијел Стрикер Линијске судије Балаж Ковач Петер Кинг |

| 30. децембар 2015. 20:15 | ХК Лугано | 3 : 0 1:0, 1:0, 1:0 | ХК Автомобилист | Вајлант арена, Давос Посетилаца: 6.300 |

| Извор                                                            | Извор            | Извор   | Извор      | Извор                                                                             |
| ---------------------------------------------------------------- | ---------------- | ------- | ---------- | --------------------------------------------------------------------------------- |
|                                                                  | Елвис Мерзљикинс | Голмани | Јан Коварж | Судије Маркус Винерборг Тобијас Верли Линијске судије Николас Флури Михаел Черинг |
| Тим Степлтон – 15:11 Линус Класен – 24:12 Дамијен Брунер – 56:12 | 1:0 2:0 3:0      |         |            | Судије Маркус Винерборг Тобијас Верли Линијске судије Николас Флури Михаел Черинг |
| 6 мин                                                            | Искључења        | 4 мин   |            | Судије Маркус Винерборг Тобијас Верли Линијске судије Николас Флури Михаел Черинг |
| 28                                                               | Шутеви на гол    | 30      |            | Судије Маркус Винерборг Тобијас Верли Линијске судије Николас Флури Михаел Черинг |

## Финале
| 31. децембар 2015. 12:00 | Тим Канада | 4 : 3 1:1, 2:1, 1:1 | ХК Лугано | Вајлант арена, Давос Посетилаца: 6.300 |

| Извор                                                                          | Извор                       | Извор                                                                  | Извор            | Извор                                                                           |
| ------------------------------------------------------------------------------ | --------------------------- | ---------------------------------------------------------------------- | ---------------- | ------------------------------------------------------------------------------- |
|                                                                                | Џеф Глас                    | Голмани                                                                | Елвис Мерзљикинс | Судије Грег Кимерли Маркус Винерборг Линијске судије Седрик Борга Михаел Черинг |
| Китон Елерби – 15:59 Дерек Рој – 23:27 Том Пјат – 25:00 Мет Д'Агостини – 48:13 | 0:1 1:1 2:1 3:1 3:2 3:3 4:3 | 08:49 – Грегори Хофман 32:50 – Алесандро Кијеза 45:08 – Грегори Хофман |                  | Судије Грег Кимерли Маркус Винерборг Линијске судије Седрик Борга Михаел Черинг |
| 12 мин                                                                         | Искључења                   | 6 мин                                                                  |                  | Судије Грег Кимерли Маркус Винерборг Линијске судије Седрик Борга Михаел Черинг |
| 44                                                                             | Шутеви на гол               | 34                                                                     |                  | Судије Грег Кимерли Маркус Винерборг Линијске судије Седрик Борга Михаел Черинг |

## Победник
| Победник Шпенглеровог купа 2015. |
| -------------------------------- |
| Канада                           |
| Тим Канада 13. титула            |

### Идеална постава турнира
| Позиција             | Хокејаш        | Тим                           |
| -------------------- | -------------- | ----------------------------- |
| Голман               | Игор Устински  | ХК Автомобилист Јекатеринбург |
| Одбрана, десно крило | Филип Фурер    | ХК Лугано                     |
| Одбрана, лево крило  | Артурс Кулда   | ХК Јокерит                    |
| Десно крило          | Линус Класен   | ХК Лугано                     |
| Центар               | Кори Конакер   | Тим Канада                    |
| Лево крило           | Рајан Макмарши | Тим Канада                    |